# Гетун Олексій Миколайович
Гетун Олексій Миколайович (нар. 22 березня 1982, Острожець Млинівського району Рівненської області) — український футболіст, майстер спорту України міжнародного класу. Срібний призер Літніх Паралімпійських ігор 2012 року.
Займається у секції футболу Волинського обласного центру «Інваспорт».

## Джерело
- Волинь-пост [Архівовано 10 жовтня 2014 у Wayback Machine.]